# Star Dust (빙 크로스비의 음반)
《Star Dust》는 빙 크로스비가 1940년에 발표한 컴필레이션 음반이다. 1927년에 발표된 유행가인 "Star Dust"를 필두로 서정적인 음악이 들어있다.

## 트랙리스트
이 음반은 데카레코드 카탈로그 넘버 181을 부여 받았다.
| 제목                              | 참여                                                           | 녹음 날짜        | 참여 아티스트                            | 길이 |
| 디스크 1 (2374):                  |                                                                |                  |                                          |      |
| A. "Star Dust"                    | 미첼 패리시, 호기 카마이클                                     | 1939년 3월 22일  | 매티 말넥과 오케스트라                   | 3:01 |
| B. "Deep Purple"                  | 미첼 패리시, 피터 드로스                                       | 1939년 3월 22일  | 매티 말넥과 오케스트라                   | 3:12 |
| 디스크 2 (1044):                  |                                                                |                  |                                          |      |
| A. "Just One Word of Consolation" | 프랭크 B. 윌리엄스, 톰 레모니에                                | 1936년 8월 12일  | 이반 디트마르스와 쓰리 치어스            | 3:14 |
| B. "Dear Old Girl"                | 시어도어 F. 모스, 리처드 헨리 벅                               | 1936년 8월 12일  | 이반 디트마르스와 쓰리 치어스            | 3:08 |
| 디스크 3 (3540):                  |                                                                |                  |                                          |      |
| A. "Swing Low, Sweet Chariot"     | 월러스 윌리스                                                  | 1938년 4월 25일  | 존 스콧 트로터와 오케스트라              | 2:57 |
| B. "Darling Nellie Gray"          | 벤자민 핸비                                                    | 1938년 4월 25일  | 폴 타일러 코리스터                       | 3:01 |
| 디스크 3 (3541):                  |                                                                |                  |                                          |      |
| A. "The One Rose"                 | 델 리온, 라니 매킨타이어                                       | 1937년 3월 5일   | 빅터 영과 오케스트라                     | 3:09 |
| B. "The Lonesome Road"            | 진 오스틴, 나다니엘 실크렛                                     | 1938년 12월 12일 | 존 스콧 트로터와 오케스트라              | 2.58 |
| 디스크 6 (3542):                  |                                                                |                  |                                          |      |
| A. "I Cried for You"              | 아서 프리드, 아베 리먼, 구스 아른헤임, 조지 A. 노튼, 어니 버넷 | 1938년 12월 12일 | 존 스콧 트로터와 오케스트라              | 3:06 |
| B. "My Melancholy Baby"           | 조지 A. 노튼, 어니 버넷                                        | 1938년 12월 12일 | 존 스콧 트로터와 오케스트라              | 2:58 |
| 디스크 6 (3543):                  |                                                                |                  |                                          |      |
| A. "A Blues Serenade"             | 프랭크 시그노렐리, 미첼 패리시                                 | 1938년 7월 8일   | 매티 말넥과 오케스트라                   | 2:50 |
| B. "S'posin'"                     | 폴 데니커, 앤디 라자프                                         | 1939년 4월 3일   | 뮤직 메이즈, 존 스콧 트로터와 오케스트라 | 2:58 |

## 재발매 트랙리스트

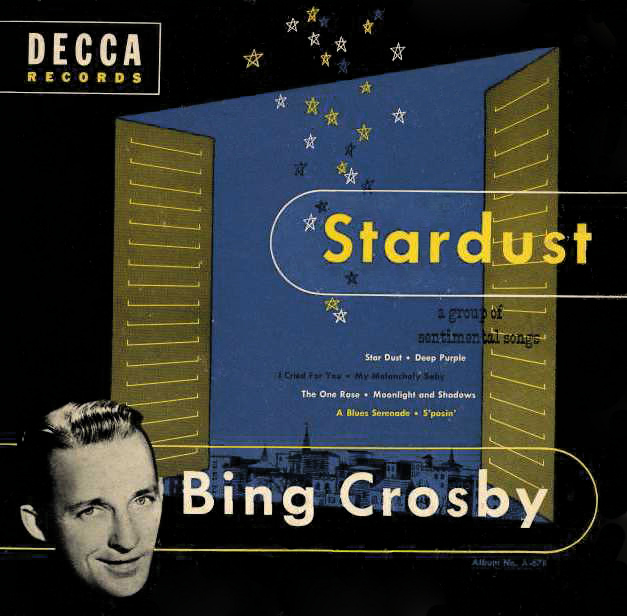
1950년 재발매 음반 커버

1950년, 동명이지만 다른 수록곡이 들어 있는 음반이 발매되었다. 카탈로그 넘버는 A-678을 부여 받았다.
디스크 1 (25365): "Star Dust" / "Deep Purple"
디스크 2 (25366): "I Cried for You" / "My Melancholy Baby"
디스크 3 (25367): "The One Rose" / "Moonlight and Shadows"
디스크 4 (25368): "A Blues Serenade" / "S'posin'"
"Moonlight and Shadows"는 새로 생긴 곡으로, 리오 로빈과 프레더릭 홀랜더가 만들었으며, 빅터 영과 그의 오케스트와 함께 빙 크로스비가 1937년 3월 5일 녹음하였다. (길이 3:15초)

## LP 트랙리스트
1950년, 10인치 LP 음반 A-678이 부여된 음반 DL 5126이 발매되었다.
A 사이드
1. "Star Dust"
2. "Deep Purple"
3. "I Cried for You"
4. "My Melancholy Baby"

B 사이드
1. "The One Rose"
2. "Moonlight and Shadows"
3. "A Blues Serenade"
4. "S'posin'"

## 이외
1949년, Decca 9-25와 Decca DL 5126을 부여받은 음반이 발매되었다.
1957년, Decca ED 581이란 이름으로 익스텐디드 플레이가 발매되었다.